# Clocowe
Clocowe ist eine Wüstung im Landkreis Ludwigslust-Parchim im südwestlichen Mecklenburg-Vorpommern.
Die Siedlung Clocowe wurde im Jahr 1302 erwähnt und befand sich in der „Parchimschen Feldmark“. Die Gründe für die Aufgabe des Ortes sowie der exakte Standort sind unklar.
Der Ortsname ist slawischen Ursprungs und bezeichnet einen Familien- oder Sippennamen (Klok).